# Geometra alba
Geometra alba är en fjärilsart som beskrevs av Gillmer 1909. Geometra alba ingår i släktet Geometra och familjen mätare. Inga underarter finns listade i Catalogue of Life.